# Anselmo Miguel Nieto

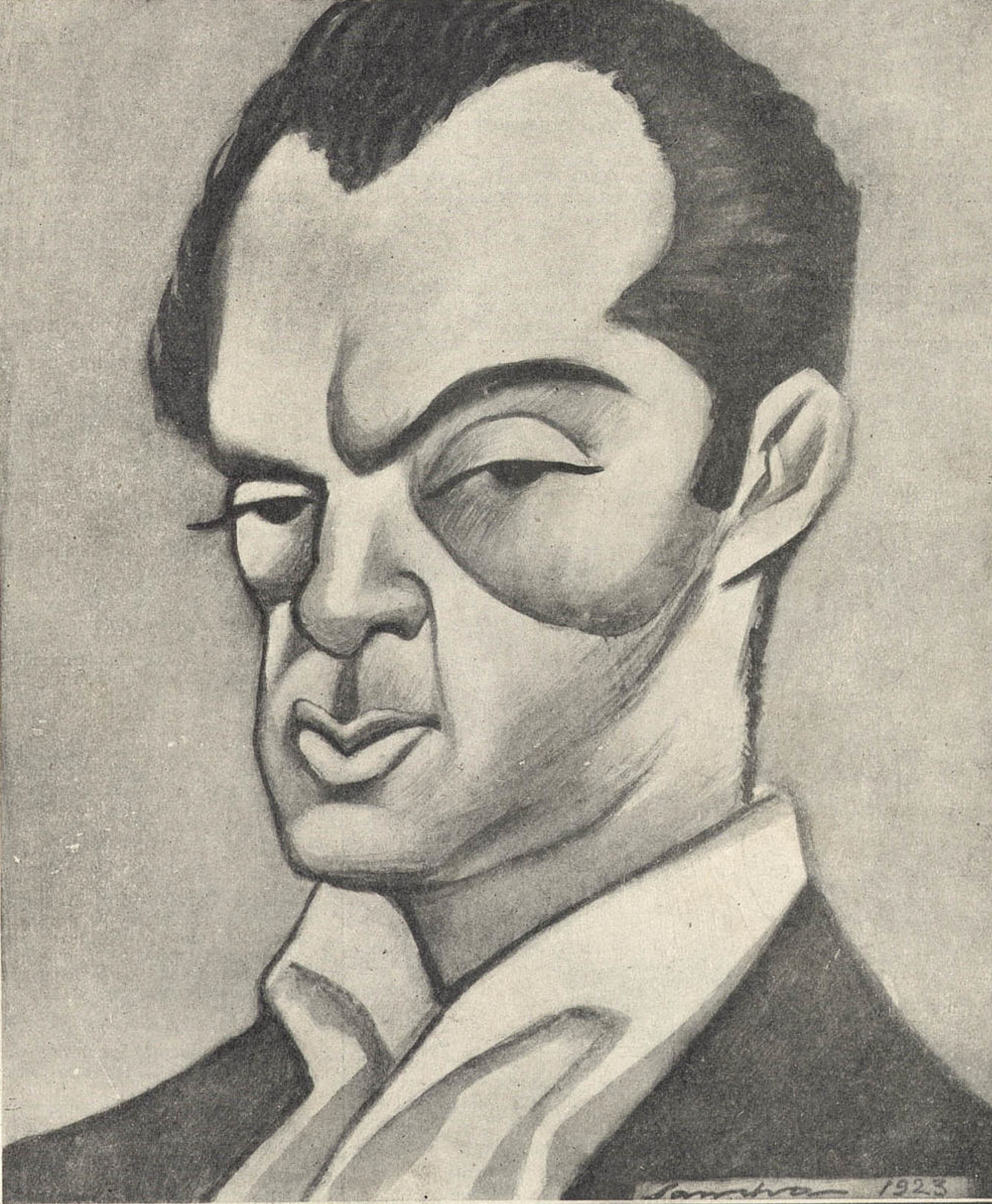
Caricaturizado por Sancha en 1923

Anselmo Miguel Nieto (Valladolid, 1 de abril de 1881-Madrid, 4 de noviembre de 1964) fue un pintor español.

## Biografía
Hijo de una familia modesta, estudió pintura en la Academia de Bellas Artes de Valladolid, entonces dirigida por el artista José Martí y Monsó. Marchó a Madrid en 1900 para continuar sus estudios en la Real Academia de Bellas Artes de San Fernando, en compañía de quien sería su inseparable amigo de por vida, el pintor bilbaíno Aurelio Arteta. En esa época conoció a grandes artistas, entre otros a Pablo Picasso.

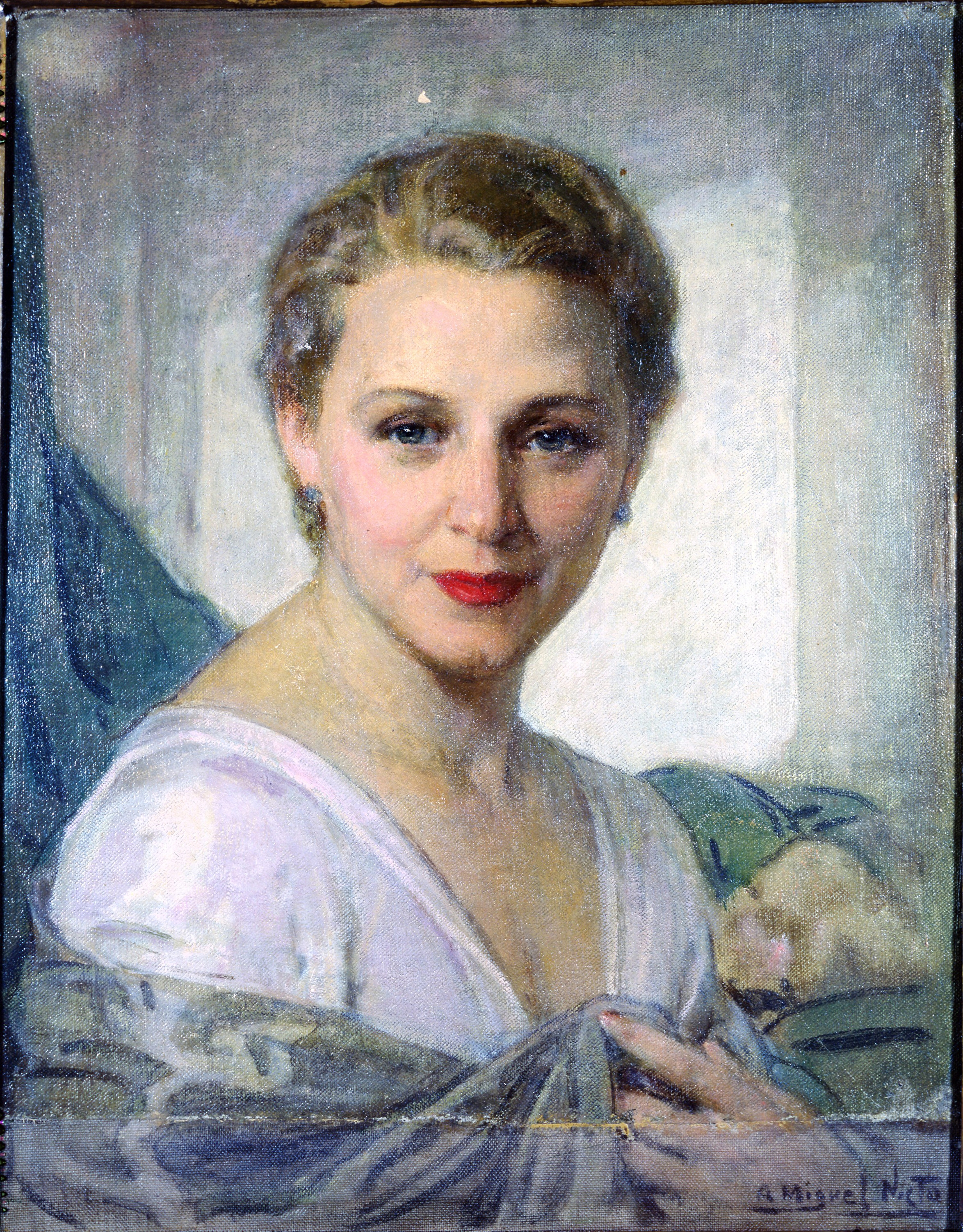
Retrato de Concha Lagos (1952), obra de Anselmo Miguel Nieto (Real Academia de Bellas Artes de San Fernando, Madrid).

Becado, viajó a completar su formación a Roma y París, para instalarse definitivamente en la capital de España en 1906. Es el momento en que despegó su reconocimiento, participando en las exposiciones internacionales de Buenos Aires y Múnich. En 1912 realiza una exposición individual de pinturas en Madrid en el salón de "La Tribuna", esta es coincidente con la Exposición Nacional de Bellas Artes acaecida en el Parque del Retiro. En la misma, muestra interesantes obras consiguiendo una buena valoración de la crítica. La revista "Por esos mundos" se hace eco de la misma dedicándole un artículo donde ensalza su obra y trayectoria.
En 1922 se marchó durante siete años a Argentina y Chile, junto a su también amigo, Julio Romero de Torres.
Regresó a España en 1946, recién finalizada la Segunda Guerra Mundial. A partir de ese momento, como ocurrió con otros artistas de la época, su fama quedó en el olvido. Fue nombrado académico de la Academia de San Fernando.

## Obra
Destacó como pintor de retratos, en especial femeninos, donde acusó la influencia tanto del Renacimiento italiano como del prerrafaelismo inglés. También se detecta en su obra el influjo de otros pintores, como del citado Julio Romero de Torres, Joaquín Sorolla y Tintoretto. Sus cuadros ofrecen interesantes conjuntos compositivos compuestos por una o varias figuras que se disponen en expresivos fondos. La técnica utilizada por el pintor es el temple al huevo, usada anteriormente por los pintores venecianos y posteriormente también adoptada por Arnold Böcklin, Franz Seraph Lenbach, Franz von Stuck, Julius Diez o Fritz Erler. Entre sus obras cabría destacar algunos retratos, como el de la marquesa de Amboage, el de la marquesa de Argüeso con sus tres hijos (1909), el de Victoria Ocampo o el de Valle Inclán, quien fue uno de sus principales defensores.
También fue un asiduo partícipe de las tertulias madrileñas, donde se le podía ver junto a Jacinto Benavente.